# Spoorlijn Nantes-État - La Roche-sur-Yon via Sainte-Pazanne
De spoorlijn Nantes-État - La Roche-sur-Yon via Sainte-Pazanne is een gedeeltelijk opgebroken Franse spoorlijn van Nantes naar La Roche-sur-Yon. De volledige lijn was 109,6 km lang en heeft als lijnnummer 534 000.

## Geschiedenis
Tussen Nantes en Machecoul werd in gedeeltes geopend door de Compagnie des chemins de fer nantais, van Rezé-Pont-Rousseau naar Sainte-Pazanne op 11 september 1875, van Sainte-Pazanne naar Machecoul op 25 maart 1876 en van Nantes-État naar Rezé-Pont-Rousseau op 25 april 1876. Na de overname door de Administration des chemins de fer de l'État in 1878 voltooide deze de lijn, tussen Machecoul en Challans op 30 december 1878 en tussen Challans en La Roche-sur-Yon: 19 september 1880.
Op 18 januari 1970 werd het personenvervoer opgeheven tussen Commequiers en La Roche-sur-Yon en na voltooing van het raccordement van Commequiers sloot ook het gedeelte tussen de aansluiting Commequiers en station Commequiers. Goederenvervoer tussen Commequiers en Coëx was er tot 1 februari 1970 en tussen Coëx en La Roche-sur-Yon tot 23 april 1993.

### Tracéwijzigingen
Tegelijk met het sluiten van het gedeelte tussen Nantes-État en de Pont de Pirmil in 1960 werd er een nieuwe verbindingsboog aangelegd tussen het raccordement van les deux gares en de Pont de Pornic. Vanaf dat moment werd al het personenvervoer verplaatst van Nantes-État naar station Nantes (voorheen Nantes-Orléans).
In 1967 vond iets zuidelijker een tweede tracéwijziging plaats over een afstand van 4.500m om het verlengen van baan 03-21 van de Aéroport Nantes Atlantique mogelijk te maken.

## Treindiensten
De SNCF verzorgt het personenvervoer op dit traject met TER-treinen.
| Serie | Treinsoort | Route                                                                               | Bijzonderheden |
| ----- | ---------- | ----------------------------------------------------------------------------------- | -------------- |
| C 10  | TER (SNCF) | Nantes – Rezé-Pont-Rousseau – Sainte-Pazanne – Pornic                               |                |
| C 11  | TER (SNCF) | Nantes – Rezé-Pont-Rousseau – Sainte-Pazanne – Challans – Saint-Gilles-Croix-de-Vie |                |

## Aansluitingen
In de volgende plaatsen is of was er een aansluiting op de volgende spoorlijnen:
Nantes-État
RFN 457 000, spoorlijn tussen Segré en Nantes-État
RFN 514 300, raccordement van les deux gares
Rezé-Pont-Rousseau
RFN 534 606, stamlijn Pont-Rousseau (ZI de Rezé)
RFN 534 611, stamlijn tussen Rezé-Pont-Rousseau D2 en Nantes-Atlantique
Sainte-Pazanne
RFN 536 000, spoorlijn tussen Sainte-Pazanne en Pornic
aansluiting Commequiers
RFN 534 311, raccordement van Commequiers
Commequiers
RFN 535 000, spoorlijn tussen Commequiers en Saint-Gilles-Croix-de-Vie
La Roche-sur-Yon
RFN 525 000, spoorlijn tussen Les Sables-d'Olonne en Tours
RFN 530 000, spoorlijn tussen Nantes en Saintes

## Galerij

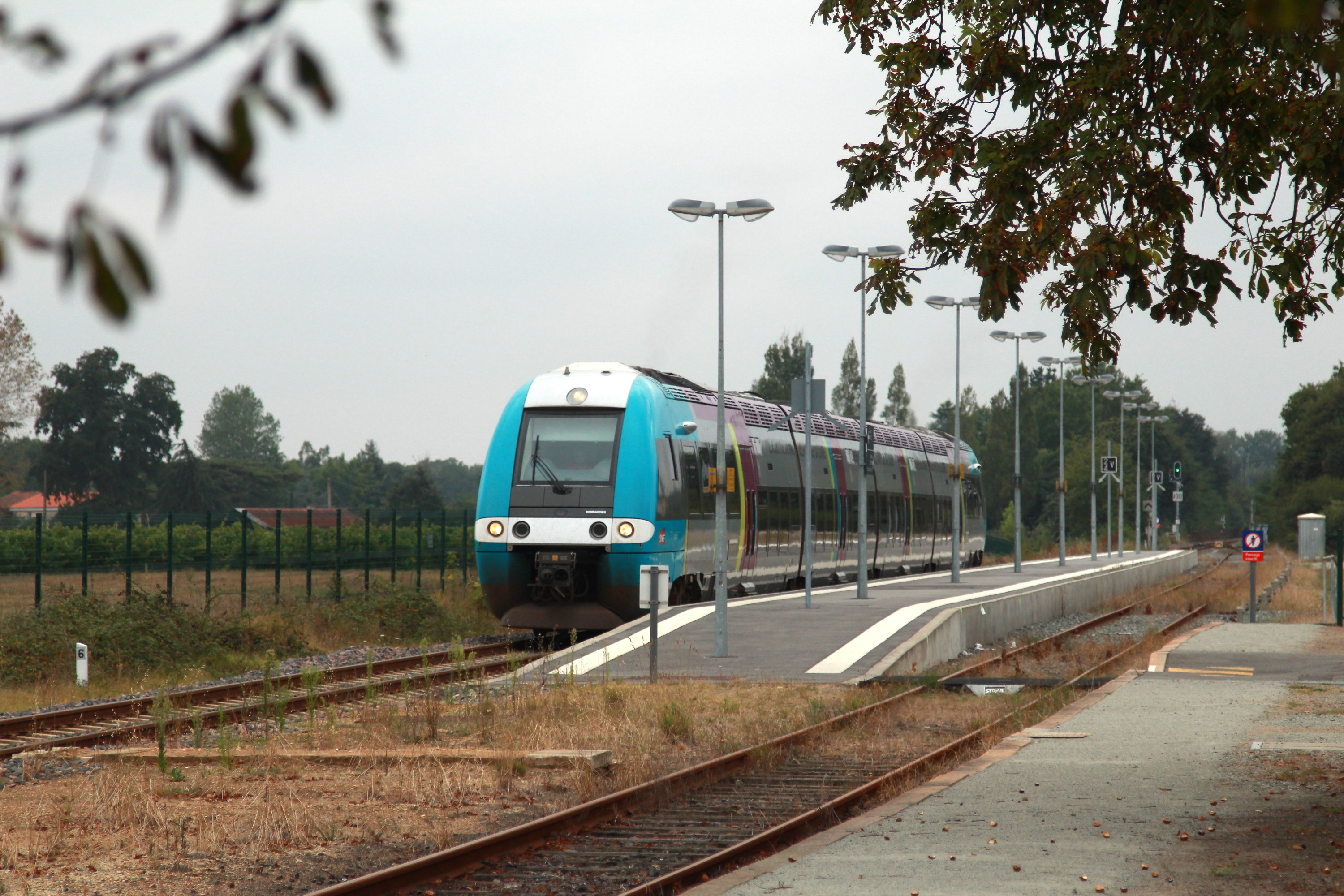
De lijn bij station Bouaye